# DerMarr Johnson
DerMarr Johnson (Washington D.C., 5 de maio de 1980) é um ex-jogador norte-americano de basquete profissional que atuou na  National Basketball Association (NBA). Foi o número 6 do Draft de 2000.